# Sant Vicenç de Campllong
Sant Vicenç de Campllong és l'església antigament parroquial romànica del poble desaparegut de Campllong, de la comuna de Vernet, al Conflent (Catalunya del Nord).
Les seves restes estan situada en un pla a la dreta del Sant Vicenç, al sud-est del poble de Vernet, no gaire lluny.
En el 873-874 se situa l'esment documental més antic: una venda de Baldefred al comte Miró I de Conflent d'un alou al vilar de Campllong, alhora que Sesendora reconeixia al mateix comte la possessió de l'església de Sant Vicenç. Al cap de poc, el 878, aquest mateix comte llega l'església al monestir de Sant Andreu d'Eixalada, donació que el 885 és confirmada, ara a favor de Sant Miquel de Cuixà. Possessió confirmada el 950 i el 1011 per butlles papals, el domini de Cuixà sobre Campllong es perllongà fins a la Revolució Francesa.
Es tractava d'una església no gaire gran, de nau única coberta amb volta de canó, capçada a llevant per un absis semicircular. La unió de la nau amb la capçalera es resolia amb un arc presbiterial, del qual romanen algunes restes. La volta és esfondrada, i només en queden alguns vestigis; l'absis, es conserva fins a mitja alçada, però se'n pot reconèixer perfectament el perímetre. Els murs laterals, nord i sud, es conserven força sencers, i hi resten fragments de l'arrencada de la volta. El mur de ponent, en canvi, és molt esmicolat: la porta fou arrencada, i hi ha un gran esvoranc, en el lloc on era. L'aparell, que alterna còdols amb carreus petits només esberlats, ens remet al segle xi.